# Michele Bonaglia
Michele Bonaglia (* 5. Juli 1905 in Druent, Piemont; † 3. März 1944 in Venaria Reale bei Turin) war ein italienischer Boxer. Er war Europameister der Berufsboxer im Halbschwergewicht.

## Werdegang

### Amateurlaufbahn
Michele Bonaglia verzeichnete als Amateurboxer im Jahre 1925, damals war er erst 20 Jahre alt, einige Erfolge. Im April 1925 wurde er in Mailand Norditalienischer Meister im Halbschwergewicht mit Siegen über Amedeo Grillo, Capocchi und Nando Tassi. Einen Monat später wurde er in Florenz mit einem Punktsieg im Finale über Primo Ubaldi auch italienischer Meister im Halbschwergewicht. Kurz danach boxte er in Mailand in der italienischen Nationalmannschaft und besiegte im Halbschwergewicht den Österreicher Vybiral vom SC Hertha Wien nach Punkten. Im Juli 1925 bestritt er in Mailand einen weiteren Länderkampf, in dem er zu einem Punktsieg über Leon Sebilo aus Frankreich kam.

### Profilaufbahn
Im Herbst 1925 wurde Michele Bonaglia Profi. Sein Domizil war Turin. Seinen ersten Kampf bestritt er am 27. September 1925 in Mailand und erzielte dabei einen Punktsieg über den Belgier Jean Leroy. Danach blieb er in 23 Kämpfen in Folge unbesiegt und erzielte dabei 22 Siege und ein Unentschieden.
Am 29. Juni 1926 wurde er in Rom mit einem Punktsieg nach 15 Runden über Rinaldo Palmucci italienischer Meister im Halbschwergewicht. Diesen Titel verteidigte er am 3. Oktober 1926 in Mailand mit einem Techn. K.-o.-Sieg in der 12. Runde über Armando de Carolis. Danach bestritt er einige Kämpfe in Argentinien. Am 19. März 1927 kämpfte er dabei in Buenos Aires gegen den Kubaner Kid Charol unentschieden. Am 22. Mai 1927 schlug er in Mailand den Briten Frank Moody, der mehrfacher Britischer Meister und Britisch Empire & Commonwealth-Meister war, nach Punkten. Am 2. Juli 1927 verteidigte er in Turin seinen italienischen Meistertitel mit einem Punktsieg nach 15 Runden über Rinaldo Palmucci erneut.
Am 6. Januar 1928 boxte Michele Bonaglia im Schöneberger Sportpalast in Berlin gegen Max Schmeling aus Deutschland um den Europameistertitel. Der Kampf dauerte nicht lange, denn Bonaglia verlor in der 1. Runde gegen Schmeling durch K. o. Das war seine erste Niederlage als Profiboxer. Danach ging er wieder für einige Kämpfe nach Argentinien und bezwang in Buenos Aires Kid Charol, gegen den er im Vorjahr unentschieden gekämpft hatte, nach Punkten. Am 4. November 1928 kam er in Mailand zu einem imponierenden Punktsieg über den früheren italienischen Schwergewichtsmeister Giuseppe Spalla. In der Folgezeit besiegte er Spalla noch zweimal.
Am 10. Februar 1929 wurde Michele Bonaglia dann doch Europameister im Halbschwergewicht, als er in Mailand den Belgier Jack Etienne, den Nachfolger als Europameister von Max Schmeling, der den Europameistertitel freiwillig abgegeben hatte, nach 15 Runden nach Punkten schlug. Am 27. Juni 1929 verteidigte Michele Bonaglia den Titel durch einen Techn. K.-o.-Sieg in der 4. Runde über Hein Müller, Deutschland. Am 12. Oktober 1929 siegte er über den Briten Gipsy Daniels, der am 25. Februar 1928 den emporstrebenden Max Schmeling durch K. o. in der 1. Runde besiegt hatte, durch K. o. in der 8. Runde.
Am 26. Februar 1930 verteidigte Michele Bonaglia in Turin mit einem Punktsieg über Jack Etienne letztmals seinen Europameistertitel erfolgreich. Diesen Titel gab er wenig später kampflos ab. Danach kämpfte er dreimal gegen deutsche Boxer. Am 11. April 1930 erreichte er in Köln gegen Hein Müller unentschieden, am 5. Juli 1930 unterlag er in Köln gegen Hein Domgörgen nach Punkten und am 5. Juli 1931 unterlag er in Hamburg gegen den neuen Europameister im Halbschwergewicht Ernst Pistulla in einem Nichttitelkampf nach Punkten.
Danach wechselte er in das Schwergewicht. In dieser Gewichtsklasse boxte er am 24. April 1932 in Genua gegen Innozente Baiguera um den italienischen Meistertitel, verlor aber durch Disqualifikation in der 6. Runde. Gegen den gleichen Gegner kämpfte er am 25. Juni 1932 in Genua wiederum um diesen Titel, verlor dieses Mal aber sogar durch K. o. in der 1. Runde. Am 21. Juli 1932 wurde er dann aber in Turin mit einem Punktsieg nach 12 Runden über Primo Ubaldo doch noch italienischer Meister im Schwergewicht. Am 15. Oktober 1932 verlor er in Varese diesen Titel durch eine K.-o.-Niederlage in der 3. Runde an Emilio Bernasconi.
Seinen letzten Kampf bestritt Michele Bonaglia am 26. September 1934 in Barcelona und verlor dort gegen Isidoro Gastanaga durch K. o. in der 1. Runde.
Er arbeitete danach für eine italienische Automobilfabrik in Turin. Er wirkte auch in einem Spielfilm mit dem Titel "Il Campione" mit.
Bonaglia, der Mitglied der Republikanisch-Faschistischen Partei war und aus seiner faschistischen Weltanschauung keinen Hehl machte, wurde mutmaßlich von kommunistischen Partisanen am 3. März 1944 ermordet.